# F1 Challenge ‘99–‘02
F1 Challenge ‘99–‘02 — компьютерная игра в жанре автосимулятор, разработанная компанией Image Space Incorporated и изданная Electronic Arts.
В связи с передачей Sony прав на «Формулу-1», компания EA решила выпустить симулятор не текущего сезона (2003), а четырёх прошедших, на которые у EA права были. Разработчики же — Image Space Incorporated — серьёзно повысили качество симуляции, подняв по этому параметру игру до уровня конкурентов (Grand Prix 4 и Racing Simulation 3). К тому же у новой игры не было явно устаревшего движка GP4, и она не казалась сделанной в спешке, как RS3.
Игра была положительно встречена поклонниками «Формулы 1» и симрейсерами, на её базе стали проводить онлайн-чемпионаты. Армия поклонников возрастала с каждым днём и остаётся до сих пор, несмотря на то, что в 2006 году появился новый симулятор Image Space Incorporated — rFactor.

## Рецензии
| Сводный рейтинг       | Сводный рейтинг    | Сводный рейтинг |
| Издание               | Оценка             | Оценка          |
| Издание               | PC                 | PS2             |
| --------------------- | ------------------ | --------------- |
| GameRankings          | 85,29 %            | 68,45 %         |
| Metacritic            | 91/100 (8 обзоров) | N/A             |
| Иноязычные издания    |                    |                 |
| Издание               | Оценка             | Оценка          |
| Издание               | PC                 | PS2             |
| AllGame               | [ 4 ]              | N/A             |
| GameSpot              | 8,9/10             | N/A             |
| GameSpy               | [ 6 ]              | N/A             |
| IGN                   | 9,5/10             | N/A             |
| Русскоязычные издания |                    |                 |
| Издание               | Оценка             | Оценка          |
| Издание               | PC                 | PS2             |
| Absolute Games        | 87 %               | N/A             |
| «Домашний ПК»         | [ 9 ]              | N/A             |
| Награды               |                    |                 |
| Издание               | Награда            | Награда         |
| GameSpy               | Editors' Choice    | Editors' Choice |
| IGN                   | Editors' Choice    | Editors' Choice |
| Absolute Games        | «Наш выбор»        | «Наш выбор»     |